# Gran Premio degli Stati Uniti d'America 2014
Il Gran Premio degli Stati Uniti d'America 2014 si è corso domenica 2 novembre 2014 sul circuito delle Americhe che sorge nella Contea di Travis, vicino a Austin, in Texas, diciassettesima prova della stagione 2014 del campionato mondiale di Formula 1. La gara è stata vinta da Lewis Hamilton su Mercedes, al suo trentaduesimo successo nel mondiale. Hamilton ha preceduto sul traguardo il suo compagno di squadra Nico Rosberg e Daniel Ricciardo su Red Bull Racing-Renault.

## Vigilia

### Sviluppi futuri
La Sauber annuncia l'ingaggio del pilota svedese Marcus Ericsson, impegnato nella stagione con la Caterham, quale pilota titolare per il 2015.

### Aspetti tecnici
La Pirelli, fornitrice unica degli pneumatici, ha annunciato l'utilizzo, per questo Gran Premio, di gomme a mescola media e morbida. Nella stagione 2013 la casa italiana portò le mescole media e dura: tale scelta venne considerata troppo conservativa e non adeguata a garantire un buon livello di spettacolo.
La FIA stabilisce due zone ove i piloti potranno utilizzare il DRS: la prima tra le curve 11 e 12, la seconda lungo il rettilineo d'arrivo. I punti per il rilevamento del distacco tra vetture sono stabiliti prima della curva 11 e prima della 19.

### Aspetti sportivi
Bernie Ecclestone ha annunciato la mancata partecipazione alla gara sia per la Marussia, che per la Caterham. La scuderia russa si trova in difficoltà finanziarie, mentre il team malese sconta le problematiche legate al recente passaggio di proprietà. Alla gara risultano perciò presenti solo 18 vetture, numero che non si registrava dal Gran Premio di Monaco 2005. Questo comporta una modifica del format delle qualifiche: nella Q1 e nella Q2 verranno eliminate solo quattro monoposto per ciascuna fase.
La FIA ha chiesto, ai commissari sportivi che dovranno esperire le sanzioni per non aver partecipato alla gara, di tener conto delle particolari circostanze in cui è avvenuto il forfait.
La Caterham Sport Limited, società che ha la disponibilità della sede di Leafield, ma che non gestisce il team di Formula 1, viene posto in amministrazione controllata. Ciò comporta l'impossibilità per i membri del team di entrare nella sede per preparare la trasferta in Nord America. Contro tale decisione reagisce Colin Kolles, manager del 1Malaysia Racing Team, ente che gestisce l'attività sportiva del team, secondo cui le monoposto presenti nella sede, e il materiale tecnico, non sono nella disponibilità della Caterham Sport Limited. Il fondo Engavest, che aveva acquistato il team dal precedente proprietario, il malese Tony Fernandes, sostiene inoltre che non sono mai state adempiute le pratiche necessarie al passaggio delle azioni del 1Malaysia Racing Team, dal momento dell'acquisto.
Il 24 ottobre vi è un incontro tra le parti in causa: gli amministratori della Caterham Sport Limited e i consulenti legali di Tony Fernandes, in accordo con una banca creditrice e i rappresentanti del 1Malaysia Racing Team affidano la gestione della scuderia a Finbarr O'Connell, l'amministratore legale incaricato del recupero dei crediti per conto della Smith & Williamson di Londra. Bernie Ecclestone ha concesso al team la possibilità di saltare la gara di Austin e quella del Brasile. In caso di presenza il team anglo-malese avrebbe impiegato, quale pilota titolare, al posto di Kamui Kobayashi, il brasiliano Rubens Barrichello.
Il 27 ottobre è stato invece annunciato che la Marussia è stata posta in amministrazione controllata. Geoff Rowler è stato nominato dall'advisor FRP LLP di amministrare la Manor Grand Prix Racing Limited, società della Marussia che ha svolto l'attività sportiva nel mondiale di Formula 1. Il team è stato anche messo in vendita.
La FIA ha comunque precisato che, anche nel caso di forfait di quale scuderia, non chiederà a nessun altro team di schierare una terza vettura nel corso degli ultimi appuntamenti della stagione, anche qualora il numero di vetture iscritte a una gara fosse inferiore a 20, numero minimo di vetture stabilito dagli accordi commerciali tra FIA e FOM.
La situazione finanziaria è critica anche per altre scuderie, tanto che Force India, Lotus e Sauber minacciano di boicottare la gara. La minaccia rientra poco prima della partenza quando, dopo un incontro con Bernie Ecclestone, le tre scuderie ottengono l'assicurazione che verrà presto dibattuto il problema dei costi del campionato e della ripartizione dei guadagni tra i team.
Derek Warwick è nominato commissario aggiunto per il Gran Premio dalla FIA. L'ex pilota di F1 britannico ha già svolto in passato questa funzione, l'ultima al Gran Premio d'Italia.
Jenson Button è penalizzato di cinque posizioni sulla griglia di partenza per aver sostituito il cambio, prima del limite delle sei gare in cui questo dev'essere utilizzato.
Max Verstappen ha sostituito Jean-Éric Vergne nella prima sessione di prove libere del venerdì alla Scuderia Toro Rosso, mentre Felipe Nasr ha preso il posto di Valtteri Bottas alla Williams.

## Prove

### Resoconto
Lewis Hamilton è stato l'unico pilota a scendere sotto il muro dell'1 e quaranta, nella prima sessione di prove libere del venerdì. Il britannico ha preceduto il suo compagno di scuderia, Nico Rosberg, per tre decimi. Al terzo posto ha chiuso Jenson Button, staccato di circa quattro decimi dal tempo di Hamilton. Daniel Ricciardo è stato limitato nella sessione da problemi alla power unit, mentre Sebastian Vettel ha subito una perdita d'olio.
Al termine della sessione è stata sperimentata dalla direzione di gara la safety car virtuale: ai piloti è stato imposto, tramite indicazioni sul volante, di compiere un giro a una velocità stabilita dalla direzione di gara.
Hamilton si è confermato il pilota più rapido in pista anche nella seconda sessione. In questo caso però è riuscito a precedere Nico Rosberg per soli tre millesimi. Entrambi i piloti della Mercedes hanno però dovuto interrompere la simulazione di gara per dei problemi tecnici. Al terzo posto si è issato Fernando Alonso: la Ferrari riesce a ottenere dei significativi miglioramenti dei tempi sul giro nel passaggio da gomme medie a gomme morbide.
Sebastian Vettel ha potuto partecipare solo alla parte finale della sessione per il prolungarsi dei problemi tecnici che lo avevano penalizzato già nella prima sessione.
Il dominio del duo della Mercedes si ripropone anche nella sessione del sabato: per la terza volta Lewis Hamilton precede Nico Rosberg, questa volta per otto decimi. Al terzo posto si è classificato Felipe Massa, che ha preceduto il compagno di team Bottas e Alonso, penalizzato nel giro migliore da un bloccaggio in frenata. Vettel, che montando la sesta power unit della stagione, partirà dalla pit lane, ha colto l'ultimo tempo, concentrandosi su un assetto scarico, ideale per la gara. Al termine delle prove libere sulla vettura di Vergne viene sostituito il motore: essendo però utilizzato nuovamente un propulsore già impiegato in stagione, il francese non viene penalizzato sulla griglia di partenza.

### Risultati
Nella prima sessione del venerdì si è avuta questa situazione:
| Pos | Nº | Pilota         | Costruttore      | Tempo    | Gap    | Giri |
| --- | -- | -------------- | ---------------- | -------- | ------ | ---- |
| 1   | 44 | Lewis Hamilton | Mercedes         | 1'39"941 |        | 28   |
| 2   | 6  | Nico Rosberg   | Mercedes         | 1'40"233 | +0"292 | 32   |
| 3   | 22 | Jenson Button  | McLaren-Mercedes | 1'40"319 | +0"378 | 27   |

Nella seconda sessione del venerdì si è avuta questa situazione:
| Pos | Nº | Pilota          | Costruttore | Tempo    | Gap    | Giri |
| --- | -- | --------------- | ----------- | -------- | ------ | ---- |
| 1   | 44 | Lewis Hamilton  | Mercedes    | 1'39"085 |        | 18   |
| 2   | 6  | Nico Rosberg    | Mercedes    | 1'39"088 | +0"003 | 34   |
| 3   | 14 | Fernando Alonso | Ferrari     | 1'40"189 | +1"104 | 29   |

Nella sessione del sabato mattina si è avuta questa situazione:
| Pos | Nº | Pilota         | Costruttore       | Tempo    | Gap    | Giri |
| --- | -- | -------------- | ----------------- | -------- | ------ | ---- |
| 1   | 44 | Lewis Hamilton | Mercedes          | 1'37"107 |        | 13   |
| 2   | 6  | Nico Rosberg   | Mercedes          | 1'37"990 | +0"883 | 15   |
| 3   | 19 | Felipe Massa   | Williams-Mercedes | 1'38"214 | +1"107 | 19   |

## Qualifiche

### Resoconto
Nella prima fase delle qualifiche Lewis Hamilton è ancora il più rapido: l'inglese precede però in questo caso il duo della Williams, composto da Felipe Massa e Valtteri Bottas. Rosberg ha chiuso col quarto tempo, utilizzando però un solo treno di gomme soft. Sebastian Vettel, che aveva preannunciato la sua volontà di non partecipare alle qualifiche, in quanto comunque costretto a partire dalla pit lane per la sostituzione del sesto motore in stagione, ha comunque effettuato un solo tentativo, che non gli è valso la qualificazione alla seconda fase. Oltre al tedesco sono stati eliminati Jean-Éric Vergne, Romain Grosjean ed Esteban Gutiérrez.
Nella seconda fase il tempo migliore viene conquistato da Nico Rosberg, con un tempo inferiore a quello ottenuto per la pole position nell'edizione 2013. Alle spalle del tedesco si pone Hamilton, staccato di un secondo. Vengono esclusi dalla fase finale Pastor Maldonado, le due Force India e Daniil Kvjat.
Nico Rosberg è imprendibile anche nella fase finale: conquista così la tredicesima pole position in carriera in F1. La prima fila è completata da Lewis Hamilton (penalizzato da un bloccaggio delle ruote nel secondo tentativo), mentre la seconda fila è conquistata dal duo della Williams. Daniil Kvjat è penalizzato di dieci posizioni sulla griglia di partenza, per aver utilizzato il settimo motore diverso, nel corso della stagione.

### Risultati
Nella sessione di qualifica si è avuta questa situazione:
| Pos                         | Nº | Pilota            | Costruttore             | Q1       | Q2       | Q3       | Griglia |
| --------------------------- | -- | ----------------- | ----------------------- | -------- | -------- | -------- | ------- |
| 1                           | 6  | Nico Rosberg      | Mercedes                | 1'38"303 | 1'36"290 | 1'36"067 | 1       |
| 2                           | 44 | Lewis Hamilton    | Mercedes                | 1'37"196 | 1'37"287 | 1'36"443 | 2       |
| 3                           | 77 | Valtteri Bottas   | Williams-Mercedes       | 1'38"249 | 1'37"499 | 1'36"906 | 3       |
| 4                           | 19 | Felipe Massa      | Williams-Mercedes       | 1'37"877 | 1'37"347 | 1'37"205 | 4       |
| 5                           | 3  | Daniel Ricciardo  | Red Bull Racing-Renault | 1'38"814 | 1'37"873 | 1'37"244 | 5       |
| 6                           | 14 | Fernando Alonso   | Ferrari                 | 1'38"349 | 1'38"010 | 1'37"610 | 6       |
| 7                           | 22 | Jenson Button     | McLaren-Mercedes        | 1'38"574 | 1'38"024 | 1'37"655 | 12      |
| 8                           | 20 | Kevin Magnussen   | McLaren-Mercedes        | 1'38"557 | 1'38"047 | 1'37"706 | 7       |
| 9                           | 7  | Kimi Räikkönen    | Ferrari                 | 1'38"669 | 1'38"263 | 1'37"804 | 8       |
| 10                          | 99 | Adrian Sutil      | Sauber-Ferrari          | 1'38"855 | 1'38"378 | 1'38"810 | 9       |
| 11                          | 13 | Pastor Maldonado  | Lotus-Renault           | 1'38"608 | 1'38"467 | N.D.     | 10      |
| 12                          | 11 | Sergio Pérez      | Force India-Mercedes    | 1'39"200 | 1'38"554 | N.D.     | 11      |
| 13                          | 27 | Nico Hülkenberg   | Force India-Mercedes    | 1'38"931 | 1'38"598 | N.D.     | 13      |
| 14                          | 26 | Daniil Kvjat      | STR-Renault             | 1'38"936 | 1'38"699 | N.D.     | 17      |
| 15                          | 25 | Jean-Éric Vergne  | STR-Renault             | 1'39"250 | N.D.     | N.D.     | 14      |
| 16                          | 21 | Esteban Gutiérrez | Sauber-Ferrari          | 1'39"555 | N.D.     | N.D.     | 15      |
| 17                          | 1  | Sebastian Vettel  | Red Bull Racing-Renault | 1'39"621 | N.D.     | N.D.     | 18      |
| 18                          | 8  | Romain Grosjean   | Lotus-Renault           | 1'39"679 | N.D.     | N.D.     | 16      |
| Tempo limite 107%: 1'43"999 |    |                   |                         |          |          |          |         |

In grassetto sono indicate le migliori prestazioni in Q1, Q2 e Q3.

## Gara

### Resoconto
Nico Rosberg, partito dalla pole position, mantiene il comando della gara, precedendo Lewis Hamilton. Felipe Massa prende la terza posizione, davanti a Valtteri Bottas, mentre Fernando Alonso è quinto, riuscendo a passare Daniel Ricciardo. Nel corso del primo giro Sergio Pérez tampona Kimi Räikkönen e colpisce la vettura di Adrian Sutil. Sutil e Pérez sono costretti al ritiro e la direzione di corsa dispone l'invio in pista della safety car per consentire ai commissari di pulire il tracciato dai detriti.
Al quinto giro la gara riprende e Daniel Ricciardo passa Alonso per la quinta posizione. Viene inflitta una penalità di cinque secondi a Pastor Maldonado, Esteban Gutiérrez e Jean-Éric Vergne per eccessiva velocità in regime di safety car.
Al giro 15 vanno al cambio gomme Massa e Ricciardo, seguiti dopo un giro da Rosberg e Bottas. Il finlandese, al rientro in pista, è passato da Ricciardo. Al diciassettesimo giro cambiano le gomme anche Lewis Hamilton e Fernando Alonso. Nico Rosberg riprende così il comando del gran premio. Alonso, un giro dopo, passa Sebastian Vettel, ponendosi nono.
Al ventiquattresimo giro Hamilton passa Rosberg, diventando così il nuovo leader della gara. Nello stesso giro Alonso recupera ancora una posizione, scavalcando Jenson Button. Due giri ancora e lo spagnolo supera anche l'altro pilota della McLaren, Kevin Magnussen, tornando in sesta piazza.
Dopo poco inizia la seconda tornata dei cambi gomme: al giro 33 Daniel Ricciardo sfrutta una piccola indecisione durante il cambio gomme di Felipe Massa per porsi in terza posizione. Le altre posizioni rimangono congelate, con Lewis Hamilton sempre al comando della corsa, davanti al compagno di scuderia Nico Rosberg. Il tedesco cerca di avvicinarsi al britannico, ma senza successo. Intanto Maldonado è ancora penalizzato per l'eccessiva velocità nella corsia dei box.
Al giro 43 va al secondo cambio gomme Kimi Räikkönen, seguito pochi giri dopo da Fernando Alonso: lo spagnolo rientra in gara settimo, dietro a Vettel, ma riesce presto a recuperare la sesta posizione.
Negli ultimi giri le posizioni di testa non mutano, mentre nelle retrovie prima si fa largo Vergne che sale fino all'ottavo posto, dopo un bel sorpasso su Romain Grosjean, poi recupera Vettel, che dalla settima posizione opta per un cambio gomme finale, con cui dal 14º posto rimonta fino a riconquistare la settima piazza.
Lewis Hamilton vince per la trentaduesima volta, diventando così il pilota britannico col maggior numero di successi (scavalcando Nigel Mansell, fermo a 31 successi) nel mondiale di Formula 1. Con questo risultato la Mercedes eguaglia il record di doppiette, dieci, in una stagione per un costruttore, detenuto dalla McLaren per la stagione 1988.
Pastor Maldonado conquista i primi punti della stagione: per la prima volta nella storia del mondiale di F1 una vettura che porta il numero 13 conquista dei punti iridati.

### Risultati
I risultati del Gran Premio sono i seguenti:
| Pos | Nº | Pilota            | Costruttore             | Giri | Tempo/Ritiro                         | Griglia | Punti |
| --- | -- | ----------------- | ----------------------- | ---- | ------------------------------------ | ------- | ----- |
| 1   | 44 | Lewis Hamilton    | Mercedes                | 56   | 1h40'04"785                          | 2       | 25    |
| 2   | 6  | Nico Rosberg      | Mercedes                | 56   | +4"314                               | 1       | 18    |
| 3   | 3  | Daniel Ricciardo  | Red Bull Racing-Renault | 56   | +25"560                              | 5       | 15    |
| 4   | 19 | Felipe Massa      | Williams-Mercedes       | 56   | +26"924                              | 4       | 12    |
| 5   | 77 | Valtteri Bottas   | Williams-Mercedes       | 56   | +30"992                              | 3       | 10    |
| 6   | 14 | Fernando Alonso   | Ferrari                 | 56   | +1'35"231                            | 6       | 8     |
| 7   | 1  | Sebastian Vettel  | Red Bull Racing-Renault | 56   | +1'35"734                            | PL      | 6     |
| 8   | 20 | Kevin Magnussen   | McLaren-Mercedes        | 56   | +1'40"682                            | 7       | 4     |
| 9   | 13 | Pastor Maldonado  | Lotus-Renault           | 56   | +1'47"870                            | 10      | 2     |
| 10  | 25 | Jean-Éric Vergne  | STR-Renault             | 56   | +1'48"863                            | 14      | 1     |
| 11  | 8  | Romain Grosjean   | Lotus-Renault           | 55   | +1 giro                              | 16      |       |
| 12  | 22 | Jenson Button     | McLaren-Mercedes        | 55   | +1 giro                              | 12      |       |
| 13  | 7  | Kimi Räikkönen    | Ferrari                 | 55   | +1 giro                              | 8       |       |
| 14  | 21 | Esteban Gutiérrez | Sauber-Ferrari          | 55   | +1 giro                              | 15      |       |
| 15  | 26 | Daniil Kvjat      | STR-Renault             | 55   | +1 giro                              | 17      |       |
| Rit | 27 | Nico Hülkenberg   | Force India-Mercedes    | 16   | Motore                               | 13      |       |
| Rit | 11 | Sergio Pérez      | Force India-Mercedes    | 1    | Collisione con A.Sutil e K.Raikkonen | 11      |       |
| Rit | 99 | Adrian Sutil      | Sauber-Ferrari          | 0    | Collisione con S.Perez e K.Raikkonen | 9       |       |

## Classifiche mondiali

### Piloti
| Pos | Pilota           | Punti |
| --- | ---------------- | ----- |
| 1   | Lewis Hamilton   | 316   |
| 2   | Nico Rosberg     | 292   |
| 3   | Daniel Ricciardo | 214   |
| 4   | Valtteri Bottas  | 155   |
| 5   | Sebastian Vettel | 149   |
| 6   | Fernando Alonso  | 149   |
| 7   | Jenson Button    | 94    |
| 8   | Felipe Massa     | 83    |
| 9   | Nico Hülkenberg  | 76    |
| 10  | Kevin Magnussen  | 53    |
| 11  | Sergio Pérez     | 47    |
| 12  | Kimi Räikkönen   | 47    |
| 13  | Jean-Éric Vergne | 22    |
| 14  | Romain Grosjean  | 8     |
| 15  | Daniil Kvjat     | 8     |
| 16  | Pastor Maldonado | 2     |
| 17  | Jules Bianchi    | 2     |

### Costruttori
| Pos | Costruttore             | Punti |
| --- | ----------------------- | ----- |
| 1   | Mercedes                | 608   |
| 2   | Red Bull Racing-Renault | 363   |
| 3   | Williams-Mercedes       | 238   |
| 4   | Ferrari                 | 196   |
| 5   | McLaren-Mercedes        | 147   |
| 6   | Force India-Mercedes    | 123   |
| 7   | STR-Renault             | 30    |
| 8   | Lotus-Renault           | 10    |
| 9   | Marussia-Ferrari        | 2     |

## Decisioni della FIA
Al termine della gara, i commissari aggiungono cinque secondi al tempo totale ottenuto da Pastor Maldonado e Jean-Éric Vergne, rispettivamente per eccesso di velocità nella corsia dei box e per la collisione con Romain Grosjean nella parte finale della gara. Al pilota francese viene anche tolto un punto sulla Superlicenza. Oltre a queste due sanzioni, Maldonado e Vergne sono stati penalizzati durante la gara con cinque secondi di penalità ai box e con un punto in meno sulla Superlicenza per non aver rispettato il limite di velocità alle spalle della vettura di sicurezza. Stessa identica punizione anche per Esteban Gutiérrez.
Sergio Pérez è penalizzato di sette posizioni sulla griglia di partenza del successivo Gran Premio del Brasile, per il contatto avvenuto nei primi giri con la vettura di Adrian Sutil. Al pilota messicano sono stati anche tolti due punti sulla Superlicenza.